# Adonisea antonio
Adonisea antonio là một loài bướm đêm trong họ Noctuidae.